# 러블리벗
러블리벗(Lovelybut)는 대한민국의 여성 프로듀서 솔로 유닛이다.

## 발매 앨범
- Lovelybut(디지털 싱글)
- Love Is Lovely But..(정규 1집)
- 이런슬픔(디지털 싱글)
- 외롭다고 아무나 안을 수 없잖아(디지털 싱글)
- 우리의 시간(디지털 싱글)
- Lovelybut’s (EP 1집)
- Lb(EP 2집)
- 야 간 산 책 (디지털 싱글)
- 너의 후회 (디지털 싱글)
- 그래서 이별(디지털 싱글)
- 겨울밤(Winter Night)(Digital Single)
- 위로의 시작(디지털 싱글)
- 미치지 않고서는(디지털 싱글)
- 종이비행기(Paper Plane)(디지털 싱글)
- 바람, 너 때문에(디지털 싱글)
- 길의 끝을 나서기 전(디지털 싱글)
- 따뜻해(Warm)(디지털 싱글)
- 너와 헤어지는 일은 소용없는 일(디지털 싱글)
- 그 새벽, 겨울, 나무 (디지털 싱글)
- 있어줘(디지털 싱글)

## 참여 앨범
- 사랑의 단상 Chapter 2 : This is not a love song
- 사랑의 단상 Chapter 3 : Follow you, follow me
- Ten Years After : Pastel Music 10th Anniversary
- 사랑의 단상 Chapter 4 : You and me song
- Pastel Sampler Vol.6